# Liste der Baudenkmale in Salzbergen
In der Liste der Baudenkmale in Salzbergen sind alle Baudenkmale der niedersächsischen Gemeinde Salzbergen aufgelistet. Die Quelle der Baudenkmale ist der Denkmalatlas Niedersachsen. Der Stand der Liste ist der 12. August 2022.

## Allgemein
In den Spalten befinden sich folgende Informationen:
- Lage: die Adresse des Baudenkmales und die geographischen Koordinaten. Kartenansicht, um Koordinaten zu setzen. In der Kartenansicht sind Baudenkmale ohne Koordinaten mit einem roten Marker dargestellt und können in der Karte gesetzt werden. Baudenkmale ohne Bild sind mit einem blauen Marker gekennzeichnet, Baudenkmale mit Bild mit einem grünen Marker.
- Bezeichnung: Bezeichnung des Baudenkmales
- Beschreibung: die Beschreibung des Baudenkmales. Unter § 3 Abs. 2 NDSchG werden Einzeldenkmale und unter § 3 Abs. 3 NDSchG Gruppen baulicher Anlagen und deren Bestandteile ausgewiesen.
- ID: die Objekt-ID des Baudenkmales
- Bild: ein Bild des Baudenkmales, ggf. zusätzlich mit einem Link zu weiteren Fotos des Baudenkmals im Medienarchiv Wikimedia Commons. Wenn man auf das Kamerasymbol klickt, können Fotos zu Baudenkmalen aus dieser Liste hochgeladen werden:

## Holsten-Bexten
| Lage                                         | Bezeichnung                           | Beschreibung | ID       | Bild           |
| -------------------------------------------- | ------------------------------------- | ------------ | -------- | -------------- |
| Espel 2 52° 20′ 0″ N, 7° 22′ 51″ O           | Pfarrkirche Unbeflecktes Herz Mariens |              | 35935277 | Weitere Bilder |
| Feldhookstraße 1 52° 20′ 1″ N, 7° 22′ 59″ O  | Wohn-/ Wirtschaftsgebäude             |              | 35935304 |                |
| Holstener Weg 23 52° 19′ 40″ N, 7° 23′ 12″ O | Schule                                |              | 35935329 | BW             |
| Holstener Weg 23 52° 19′ 39″ N, 7° 23′ 13″ O | Anbau                                 |              | 35937131 | BW             |
| Holstener Weg 54 52° 19′ 18″ N, 7° 23′ 9″ O  | Wohn-/ Wirtschaftsgebäude             |              | 35935356 | BW             |

### Gut Venhaus
| Lage                                            | Bezeichnung               | Beschreibung | ID       | Bild |
| ----------------------------------------------- | ------------------------- | ------------ | -------- | ---- |
| Venhauser Straße 8 52° 20′ 20″ N, 7° 25′ 27″ O  | Wohn-/ Wirtschaftsgebäude |              | 35936801 | BW   |
| Venhauser Straße 9 52° 20′ 29″ N, 7° 25′ 29″ O  | Wohn-/ Wirtschaftsgebäude |              | 35936772 | BW   |
| Venhauser Straße 10 52° 20′ 26″ N, 7° 25′ 36″ O | Herrenhaus                |              | 35936830 |      |
| Venhauser Straße 10 52° 20′ 26″ N, 7° 25′ 34″ O | Wirtschaftsflügel         |              | 35937101 | BW   |
| Venhauser Straße 10 52° 20′ 28″ N, 7° 25′ 36″ O | Remise                    |              | 35935185 |      |
| Venhauser Straße 10 52° 20′ 27″ N, 7° 25′ 38″ O | Heizhaus                  |              | 35936740 | BW   |
| Venhauser Straße 10 52° 20′ 30″ N, 7° 25′ 33″ O | Wirtschaftsgebäude        |              | 35936711 | BW   |
| Venhauser Straße 10 52° 20′ 26″ N, 7° 25′ 38″ O | Park                      |              | 35936683 | BW   |

## Hummeldorf
| Lage                                     | Bezeichnung | Beschreibung | ID       | Bild |
| ---------------------------------------- | ----------- | ------------ | -------- | ---- |
| Weddenhook 6 52° 18′ 35″ N, 7° 23′ 10″ O | Scheune     |              | 35935406 |      |

## Salzbergen
| Lage                                                            | Bezeichnung                                      | Beschreibung | ID       | Bild           |
| --------------------------------------------------------------- | ------------------------------------------------ | --- | -------- | -------------- |
| Bahnlinie Rheine-Salzberg. km 214/6 52° 18′ 27″ N, 7° 22′ 21″ O | Ein-Mann-Bunker der Dt. Reichsbahn               | Diese Bunker wurden damals an Bahnlinien zum Schutz vor Luftangriffen aufgestellt. Am Bahnhof in Salzbergen befindet sich ein weiterer Bunker der im Wald Stovern gefunden wurde und durch die Eisenbahnfreunde Salzbergen im Oktober 2002 dort aufgestellt wurde. | 35936655 |                |
| B 70 (Parkplatz westlich d.Straße) 52° 20′ 42″ N, 7° 25′ 44″ O  | Grenzstein (ehem. Grenze Preußen-Hannover)       | | 35936630 | BW             |
| Bahnhofstraße 17 52° 19′ 22″ N, 7° 20′ 53″ O                    | Wohn-/ Geschäftshaus                             | | 35936890 |                |
| Dr. Josef-Stockmann-Straße 52° 19′ 32″ N, 7° 20′ 48″ O          | Bahnhof Salzbergen (Holländischer Güterschuppen) | | 35936576 |                |
| Dr. Josef-Stockmann-Straße 52° 19′ 32″ N, 7° 20′ 49″ O          | Bahnhof Salzbergen (Laderampe)                   | | 35937313 | BW             |
| Emsstraße 52° 19′ 28″ N, 7° 20′ 50″ O                           | Kriegerdenkmal                                   | | 35936975 |                |
| Hohlweg / Nepomukweg 52° 19′ 33″ N, 7° 21′ 28″ O                | Bildstock                                        | 1764 stiftete die Familie von Twickel zu Stovern einen neuen Prozessionsweg mit vier in ihrem Aufbau identische Bildstöcke. Im Kranzgesims das Wappen der Familie von Twickel,im Sockel die Jahreszahl 1764 und eine Kartusche mit dem Gebetstext. Dieser Bildstock ist Station Nr.2 mit dem Heiligen Johannes von Nepomuk, Patron der Schiffer und Flösser. Früher führte hier eine Fähre über die Ems. | 35935626 |                |
| Kirchplatz 10 52° 19′ 24″ N, 7° 20′ 53″ O                       | St. Cyriakus (Kirche)                            | | 35935484 | Weitere Bilder |
| Kirchplatz 10 52° 19′ 24″ N, 7° 20′ 52″ O                       | St. Cyriakus (Garten)                            | | 35935484 | BW             |
| Lemkershook 48 52° 19′ 36″ N, 7° 20′ 2″ O                       | Speicher                                         | | 35936918 | BW             |
| Lindenstraße 52° 19′ 25″ N, 7° 21′ 2″ O                         | Bahnhof Salzbergen (Deutscher Güterschuppen)     | | 35936603 |                |
| Lindenstraße 52° 19′ 25″ N, 7° 21′ 1″ O                         | Bahnhof Salzbergen (Laderampe)                   | | 35937336 |                |
| Lindenstraße 6 52° 19′ 23″ N, 7° 21′ 6″ O                       | Eisenbahnerwohnhaus                              | | 35935542 |                |
| Mehringer Straße 52° 19′ 54″ N, 7° 20′ 38″ O                    | Bildstock                                        | | 35935598 | BW             |
| Ecke Lindenstraße/Nordmeyerstraße 52° 19′ 31″ N, 7° 21′ 4″ O    | Bildstock                                        | 1764 stiftete die Familie von Twickel zu Stovern einen neuen Prozessionsweg mit vier in ihrem Aufbau identische Bildstöcke. Im Kranzgesims das Wappen der Familie von Twickel,im Sockel die Jahreszahl 1764 und eine Kartusche mit dem Gebetstext. Dieser Bildstock ist Station Nr.1 mit dem Heiligen Josef.                                                                                             | 35935653 |                |
| Rheiner Straße 52° 19′ 17″ N, 7° 21′ 23″ O                      | Friedhof Salzbergen (Steinkreuz)                 | | 35935458 |                |
| Rheiner Straße 52° 19′ 17″ N, 7° 21′ 23″ O                      | Friedhof Salzbergen (Friedhofstor)               | | 35937417 |                |
| Rheiner Straße 52° 19′ 20″ N, 7° 21′ 15″ O                      | Bildstock                                        | 1764 stiftete die Familie von Twickel zu Stovern einen neuen Prozessionsweg mit vier in ihrem Aufbau identische Bildstöcke. Im Kranzgesims das Wappen der Familie von Twickel,im Sockel die Jahreszahl 1764 und eine Kartusche mit dem Gebetstext. Dieser Bildstock ist Station Nr.3 mit der Muttergottes, die ihren toten Sohn im Schoß hält. Im 19. Jh.stark verändert.                                | 35935783 |                |
| Lindenstraße 45 / 47 52° 19′ 20″ N, 7° 21′ 12″ O                | Eisenbahnerwohnhaus                              | | 35935705 |                |
| Lindenstraße 49 52° 19′ 20″ N, 7° 21′ 14″ O                     | Wohnhaus                                         | | 35935731 |                |
| Lindenstraße 49 52° 19′ 20″ N, 7° 21′ 14″ O                     | Baumbestand                                      | | 35937728 |                |
| Lindenstraße 22 52° 19′ 19″ N, 7° 21′ 15″ O                     | Wohnhaus                                         | | 35935758 |                |

## Steide
| Lage                                              | Bezeichnung                                | Beschreibung | ID       | Bild |
| ------------------------------------------------- | ------------------------------------------ | ------------ | -------- | ---- |
| 52° 20′ 22″ N, 7° 15′ 40″ O                       | Grenzstein (ehem. Grenze Hannover–Preußen) |              | 35936554 | BW   |
| Alter Postweg 52° 18′ 6″ N, 7° 22′ 5″ O           | Postkreuz                                  |              | 35935381 |      |
| Alter Postweg 12 52° 18′ 8″ N, 7° 20′ 5″ O        | Heuerhaus                                  |              | 35935230 | BW   |
| Alter Postweg 12 52° 18′ 8″ N, 7° 20′ 5″ O        | Nebengebäude                               |              | 35937261 | BW   |
| Öchtel 6 52° 19′ 39″ N, 7° 17′ 59″ O              | Schafstall                                 |              | 35935680 | BW   |
| Schüttorfer Straße 97 52° 19′ 18″ N, 7° 18′ 11″ O | Wohn-/ Wirtschaftsgebäude                  |              | 35935939 | BW   |
| Steider Straße 47 52° 18′ 52″ N, 7° 20′ 2″ O      | Doppelheuerhaus                            |              | 35935991 | BW   |
| Steider Straße 47 52° 18′ 52″ N, 7° 20′ 2″ O      | Stall                                      |              | 35937441 | BW   |
| Steider Straße 47 52° 18′ 52″ N, 7° 20′ 1″ O      | Remise                                     |              | 35937496 | BW   |
| Steider Straße 80 52° 18′ 28″ N, 7° 19′ 7″ O      | Mäusescheune Hof Benker                    |              | 35936304 | BW   |
| Steider Straße 106 52° 18′ 28″ N, 7° 18′ 54″ O    | Ziehbrunnen, ehem.                         |              | 35936332 | BW   |

### Gut Stovern
| Lage                                                 | Bezeichnung                                     | Beschreibung | ID       | Bild |
| ---------------------------------------------------- | ----------------------------------------------- | ------------ | -------- | ---- |
| 52° 18′ 28″ N, 7° 21′ 5″ O                           | Herrenhaus                                      |              | 35936044 |      |
| 52° 18′ 28″ N, 7° 21′ 6″ O                           | Torhaus                                         |              | 35937520 |      |
| 52° 18′ 29″ N, 7° 21′ 7″ O                           | Schloßkapelle                                   |              | 35937204 |      |
| 52° 18′ 27″ N, 7° 21′ 6″ O                           | Brücke                                          |              | 35936131 |      |
| 52° 18′ 25″ N, 7° 21′ 6″ O                           | Brücke südl. Zufahrt                            |              | 35936160 |      |
| 52° 18′ 27″ N, 7° 21′ 9″ O                           | Graft                                           |              | 35936076 | BW   |
| 52° 18′ 29″ N, 7° 21′ 12″ O                          | Gärtnerei                                       |              | 35936105 | BW   |
| 52° 18′ 25″ N, 7° 21′ 7″ O                           | Wegekreuz                                       |              | 35937154 | BW   |
| Gutsforst Stovern 52° 18′ 13″ N, 7° 20′ 20″ O        | Forsthaus                                       |              | 35936189 | BW   |
| Gutsforst Stovern 52° 18′ 13″ N, 7° 20′ 19″ O        | Wirtschaftsgebäude                              |              | 35936218 | BW   |
| Neuenkirchener Straße 54 52° 17′ 16″ N, 7° 21′ 1″ O  | Vorwerk Gut Stovern (Wohn-/ Wirtschaftsgebäude) |              | 35936246 | BW   |
| Neuenkirchener Straße 54 52° 17′ 15″ N, 7° 20′ 59″ O | Gut Stovern (Sägemühle)                         |              | 35936275 | BW   |
| Neuenkirchener Straße 54 52° 17′ 17″ N, 7° 21′ 5″ O  | Gut Stovern (Wegekreuz)                         |              | 35937601 | BW   |